# Oberer Agatasee
Der Obere Agatasee (russisch Озеро Агата (Верхнее)) ist ein See im zentralen Norden der russischen Region Krasnojarsk. Der Seename leitet sich von dem Wort агат ab, mit dem sibirische Fischer früher eine knöcherne (hölzerne) Stricknadel zum Fischfang bezeichneten.

## Lage
Der 53,7 km² große Obere Agatasee liegt in den südlichen Ausläufern des Putorana-Gebirges, das Teil des Mittelsibirischen Berglands ist. Der etwa 210 m hoch gelegene langgestreckte in West-Ost-Richtung ausgerichtete See hat eine Länge von 28,2 km sowie eine maximale Breite von etwa 2,1 km. Nördlich und südlich des Sees erheben sich mehr als 600 m hohe Berge. Der See liegt in einer Tundralandschaft auf Höhe des Polarkreises. Der Obere Agatasee wird über einen 2 km langen Abfluss zum weiter östlich gelegenen (Unteren) Agatasee entwässert.

## Einzugsgebiet
Das Einzugsgebiet des Oberen Agatasees umfasst etwa 1150 km². Der See besitzt nur kleinere Zuflüsse.

## Seefauna
Im Oberen Agatasee kommen Quappe, Hecht, die Salmoniden-Gattung Coregonus, Schleie und Saiblinge vor.